# Canon EOS 100D
La Canon EOS 100D è una fotocamera reflex digitale (DSLR) da 18 megapixel prodotta da Canon, annunciata il 21 marzo 2013 e messa in commercio a partire dalla fine del mese successivo. È nota come EOS Kiss X7 nel mercato giapponese e come EOS Rebel SL1 negli USA e in Canada.

## Caratteristiche tecniche
La Canon EOS 100D è una delle più piccole e leggere reflex digitali mai prodotte. Le sue dimensioni, infatti, sono di 116,8 mm (larghezza) × 90,7 mm (altezza) × 69,4 mm (spessore) e pesa 407 g.
Nonostante l'adozione di un corpo macchina così compatto, Canon è riuscita però a conservare tutte le caratteristiche di rilievo di altri modelli come la EOS 700D e, infatti, essa è dotata di:
- sensore CMOS APS-C da 18 MP;
- processore d'immagine DIGIC 5;
- schermo LCD Clear View II da 3" touch screen;
- sensibilità ISO 100-12800, espandibile fino a 25600 in modalità H1;
- registrazione video Full HD 1080p con autofocus continuo;
- velocità di scatto di 4 fps;
- sistema AF a 9 punti di cui quello centrale a croce;
- in live view Sistema AF CMOS II ibrido
- supporto di registrazione card SD, SDHC, SDXC UHS-1;
- modalità automatica di scena intelligente.

## Versioni previste al lancio
La EOS 100D è disponibile nei vari mercati in due kit:
- kit base comprendente il solo corpo macchina;
- kit con corpo macchina + obiettivo 18–55 mm f/3.5-5.6 IS STM